# Campli
Campli est une commune de la province de Teramo dans la région Abruzzes en Italie.

## Géographie
Campli est située dans une zone montagneuse, tout au nord de la région des Abruzzes, à proximité immédiate des Marches. Elle fait partie de la communauté de montagne de la Laga. 
Sur son territoire se trouvent les Monti Gemelli, situés à l'extrémité orientale de la chaîne des Monts de la Laga, un ensemble de deux sommets semblables l'un à l'autre, la Montagna dei Fiori (montagne des Fleurs) et la Montagna di Campli (montagne de Campli), séparés par les gorges de la Salinello, creusées par la rivière Salinello.

## Histoire
Le territoire, avec les découvertes archéologiques découvertes, a montré qu'il était habité depuis l'époque italique (VIIIe et IIe siècles av. J.-C.), mais d'après les découvertes faites dans la zone de Campovalano di Campli, la zone devait avoir été habitée depuis le Néolithique.
- La nécropole de Campovalano

## Administration
| Période                                  | Période  | Identité      | Étiquette | Qualité |
| ---------------------------------------- | -------- | ------------- | --------- | ------- |
| 15 juin 2004                             | En cours | Mauro Stucchi |           |         |
| Les données manquantes sont à compléter. |          |               |           |         |

### Hameaux
Battaglia, Campovalano, Castelnuovo, Cesenà, Floriano, Gagliano, Garrufo, Guazzano, Molviano, Nocella, Pagannoni, Paterno, Piancarani, Roiano, Sant'Onofrio, Villa Camera

### Communes limitrophes
Bellante, Civitella del Tronto, Sant'Omero, Teramo, Torricella Sicura, Valle Castellana

### Personnalités nées à Campli
- Giovanni Battista Boncuore
- Giacomo da Campli
- Primo Riccitelli
- Antonio Tempestilli